# Фінансовий Індекс Розвитку
Фінансовий Індекс Розвитку (англ. Financial Development Index) — інтегральний показник, який щороку публікується Всесвітнім економічним форумом для порівняльного аналізу різних аспектів фінансових систем та аналізу факторів, що сприяють розвивати фінансової системи серед різних господарств.
Вперше опублікований у 2008. Був розроблений Світовим економічним форумом у співпраці з науковцями, міжнародними організаціями та бізнес-лідерами.

## Фінансовий Індекс Розвитку 2010
Топ 10:
1. Гонконг
2. США
3. Велика Британія
4. Сінгапур
5. Австралія
6. Канада
7. Японія
8. Швейцарія
9. Нідерланди
10. Швеція